# Hrabstwo La Plata

Piramida wieku hrabstwa

Hrabstwo La Plata (ang. La Plata County) – hrabstwo w stanie Kolorado w Stanach Zjednoczonych.

## Geografia
Według spisu z 2000 roku obszar całkowity hrabstwa obejmuje powierzchnię 1699,93 mili2 (4402,8 km²), z czego  1692,15 mili2 (4382,65 km²) stanowią lądy, a 7,78 mili2 (20,15 km²) stanowią wody. Według szacunków United States Census Bureau w roku 2012 miało 52 401 mieszkańców. Jego siedzibą administracyjną jest Durango.

### Miasta
- Bayfield
- Durango
- Ignacio
- Southern Ute (CDP)